# Trolleybus de Gdynia
Le trolleybus de Gdynia est un réseau de trolleybus qui dessert l'agglomération de Gdynia, en Pologne. C'est une des trois villes polonaises à être actuellement dotée d'un tel réseau, avec Tychy et Lublin.

## Réseau actuel

### Aperçu général
Le réseau actuel compte 12 lignes.
| Ligne numéro | Tracé |
| ------------ | --- |
| 20           | Gdynia Dworzec Główny PKP – pl. Konstytucji – Wójta Radtkego (z powrotem: Jana z Kolna) – plac Kaszubski – Świętojańska – 10 Lutego – Podjazd – Morska – Chylońska – Cisowa SKM |
| 21           | Gdynia Dworzec Główny PKP – Dworcowa – 10 Lutego – Świętojańska – rondo św. Maksymiliana – al. Zwycięstwa – (Sopot) al. Niepodległości – Sopot Reja |
| 22           | Gdynia Dworzec Główny PKP – pl. Konstytucji – Wójta Radtkiego (z powrotem: Jana z Kolna)- plac Kaszubski – Świętojańska – (z powrotem: rondo Św. Maksymiliana – Świętojańska) – al. Piłsudskiego – Śląska – Warszawska – Morska – Chylońska – Cisowa SKM                                                |
| 23           | Stocznia Gdynia – al. Solidarności – Janka Wiśniewskiego – pl. Konstytucji – Wójta Radtkiego (z powrotem: Jana z Kolna) – plac Kaszubski – Świętojańska – al. Zwycięstwa – Wielkopolska – Chwaszczyńska – Nowowiczlińska – Rdestowa – Chwaszczyńska – Starochwaszczyńska – Kacze Buki                   |
| 24           | Stocznia Gdynia – al. Solidarności – Węzeł Ofiar Grudnia ’70 – Janka Wiśniewskiego – pl. Konstytucji – Wójta Radtkiego (z powrotem: Jana z Kolna) – plac Kaszubski – Świętojańska – rondo św. Maksymiliana – al. Zwycięstwa – Wielkopolska – Chwaszczyńska – Nowowiczlińska – Miętowa – Dąbrowa Miętowa |
| 25           | 3 Maja – Hala – Wójta Radtkego (z powrotem: Jana z Kolna) – Świętojańska – 10 Lutego – Podjazd – Morska – Owsiana – Cisowa SKM |
| 26           | Orłowo SKM „Klif” – al. Zwycięstwa – Świętojańska – al. Piłsudskiego (z powrotem: rondo św. Maksymiliana) – Śląska – Warszawska – Morska – Cisowa Sibeliusa |
| 27           | Kacze Buki – Starochwaszczyńska – Chwaszczyńska – Rdestowa – Nowowiczlińska – Chwaszczyńska – Wielkopolska – al. Zwycięstwa – Świętojańska – al. Piłsudskiego – Śląska – Warszawska – Morska – Chylońska – Cisowa SKM                                                                                   |
| 28           | 3 Maja – Hala – Wójta Radtkego (z powrotem: Jana z Kolna) – Świętojańska – 10 Lutego – Podjazd – Morska – Chylońska – Chylonia Dworzec PKP (pl. Dworcowy) – Kartuska – Jaskółcza – Chabrowa – Pustki Cisowskie                                                                                          |
| 29           | Grabówek SKM - Zakręt do Oksywia – Morska – Podjazd – 10 Lutego – Świętojańska – rondo św. Maksymiliana – – al. Zwycięstwa – Wielkopolska – Chwaszczyńska – Nowowiczlińska – Dąbrowa Tesco – (wybrane kursy do: Dąbrowa Miętowa)                                                                        |
| 30           | Gdynia Dworzec Główny PKP – plac Konstytucji – Wójta Radtkiego (z powrotem: Jana z Kolna) – plac Kaszubski – Świętojańska (z powrotem: rondo św. Maksymiliana – Świętojańska) – al. Piłsudskiego – Śląska – Warszawska – Morska – Cisowa Sibeliusa                                                      |
| 31           | Kacze Buki – Starochwaszczyńska – Chwaszczyńska – Rdestowa – Nowowiczlińska – Chwaszczyńska – Wielkopolska – al. Zwycięstwa – (Sopot) al. Niepodległości – Sopot Reja |

### Matériel roulant
| Modèle               | Année(s) de livraison    | Quantité |
| -------------------- | ------------------------ | -------- |
| Saurer 4IILM         | 2003                     | 1        |
| Škoda 9Tr            | 2010                     | 1        |
| Jelcz 120MT          | 1998                     | 1        |
| Jelcz 120MTE         | 1994                     | 1        |
| Jelcz M121E          | 1999                     | 1        |
| Solaris Trollino 12  | 2001/2003/2009           | 50       |
| Mercedes-Benz Citaro | 2004/2007/2008/2009/2012 | 30       |